# Drtija
Drtija este o localitate din comuna Moravče, Slovenia, cu o populație de 191 de locuitori.